# Esoterisch christendom
Het esoterische christendom is een mystieke stroming binnen het christendom, waarbij de christelijke leer op een meer innerlijke, spirituele manier wordt benaderd. Het esoterische christendom benadrukt dat ware kennis niet alleen in de letterlijke interpretatie van de Bijbel ligt, maar ook in persoonlijke ervaringen en mystieke inzichten.

## Achtergrond
De stroming richt zich op de verborgen spirituele betekenis van christelijke symbolen, verhalen en praktijken, in plaats van op strikte doctrines, dogma's en rituelen. De nadruk ligt op persoonlijke verlichting in plaats van op traditionele geloofsovertuigingen.
Het doel is om door persoonlijke groei en mystieke ervaringen dieper inzicht te krijgen in het bestaan, de ziel en God. Het draait om persoonlijke groei, zelfkennis en innerlijke transformatie, waarbij men een diepere verbinding met de goddelijke kern in zichzelf probeert te vinden.
Binnen het esoterisch christendom zijn er historisch gezien twee hoofdrichtingen: een hermetische stroming en een gnostisch-dualistische. Vooral de hermetische traditie heeft in de moderne tijd invloed gekregen, onder andere in de theosofie van Helena Blavatsky en Annie Besant, de antroposofie van Rudolf Steiner, en bij recentere auteurs zoals Hans Stolp, Joanne Klink en Fennie Kruize.
In de loop der tijd zijn esoterische en exoterische stromingen steeds meer van elkaar gescheiden, maar bewegingen zoals de antroposofie zouden geprobeerd hebben om deze verborgen wijsheid toegankelijker te maken.

## Jezus
Jezus Christus wordt gezien als een voorbeeld van wat ieder mens kan bereiken: de incarnatie van het goddelijke in zichzelf. Door middel van meditatie en zelfreflectie zou men deze diepere waarheden en het leven van Jezus beter kunnen begrijpen.

## Reïncarnatie
Reïncarnatie is ook een belangrijk thema binnen het esoterisch christendom. Het zijn voornamelijk de gnostici uit het begin van de christelijke jaartelling, de manicheeën en andere esoterische stromingen die overtuigd zijn (of waren) van de reïncarnatie van de ziel. Hierbij ligt de nadruk op spirituele ontwikkeling en de verantwoordelijkheid van ieder individu. De bedoeling van reïncarnatie zou zijn dat men geestelijk groeit en evolueert totdat men terugkeert naar het goddelijke vanwaar we oorspronkelijk zijn gekomen. Elke levenscyclus zou waardevolle lessen bieden.

## Analyses

### Hans Stolp
Hans Stolp stelt dat het esoterische christendom naar de innerlijke, verborgen kennis van het geloof verwijst, die niet voor iedereen toegankelijk is, en dat figuren zoals Paulus en Johannes bijdroegen aan deze traditie. Dit baseert Stolp onder andere op een passage uit de eerste brief van Paulus aan de Korintiërs.

Toch is wat wij verkondigen wijsheid voor wie volwassen is in het geloof. Het is echter niet de wijsheid van deze wereld en haar machthebbers, die ten onder zullen gaan. Waar wij over spreken is Gods verborgen en geheime wijsheid, een wijsheid waarover God vóór alle tijden besloten heeft dat wij door haar zouden delen in zijn luister. Geen van de machthebbers van deze wereld heeft die wijsheid gekend; zouden ze haar wel hebben gekend, dan zouden ze de Heer die deelt in Gods luister niet hebben gekruisigd.
— 1 Kor. 1:6-8

### Désiré-Joseph Mercier
Désiré-Joseph Mercier, een vooraanstaand geleerde en theoloog van de conservatieve christelijke traditie, stelt in zijn boek Psychologie dat onder de term Wiedermenschwerdung, metempsychose of de transmigratie van zielen drie verschillende definities kunnen worden verstaan:
1. Een reeks herhalingen van leven, waarbij de ziel zich bewust is van wie hij is en er een laatste reïncarnatie is.
2. Een reeks herhalingen van leven zonder een laatste reïncarnatie, maar de ziel blijft zich bewust van wie hij is.
3. Een eindeloze reeks herhalingen van leven, waarbij de ziel zijn persoonlijke identiteit verliest.